# Yamato (nave da battaglia)
La Yamato (大和 lett. "Grande armonia") è stata una corazzata della Marina imperiale giapponese. Insieme alla nave gemella Musashi, è stata la più grande nave da battaglia mai costruita, con un dislocamento di 72.810 tonnellate e armamento principale costituito da 9 cannoni da 460 mm.
La Yamato partecipò, pur senza prendere direttamente parte ai combattimenti, alla battaglia delle Midway e alla battaglia del Mare delle Filippine. Nel 1945 fu inviata in una missione suicida (operazione Ten-Go) contro la flotta americana nel disperato tentativo di difendere Okinawa. Venne affondata prima di raggiungere l'isola da un attacco aereo il 7 aprile 1945.

## Storia del progetto
All'inizio degli anni '30, la Marina imperiale giapponese era vincolata ai trattati di Washington e di Londra che regolavano la quota di tonnellaggio per le navi capitali delle cinque più grandi marine del mondo. Queste restrizioni erano però mal tollerate dallo stato maggiore dell'arma, che dal 1910, in caso di conflitto contro gli Stati Uniti e/o l'Impero britannico, riteneva di dover possedere una linea di battaglia forte di otto corazzate e otto incrociatori da battaglia. Sia gli accordi internazionali, sia le difficoltà economiche del primo dopoguerra posero fine a questo grandioso progetto e, pertanto, ufficiali e tecnici iniziarono a privilegiare una concezione qualitativa della marina – poche grandi navi, ma tecnologicamente avanzate e bene armate. Erano state perciò rimodernate (o stavano per iniziare il processo) le navi e gli incrociatori da battaglia già in servizio e, negli anni venti, era stata varata la classe Nagato.
Dopo l'occupazione della Manciuria nel 1931 e l'abbandono della Società delle Nazioni nel 1933, l'Impero giapponese annunciò nel dicembre 1934 che non riteneva più validi gli accordi per le limitazioni agli armamenti navali. Nell'autunno 1935 iniziò la progettazione di una classe di supercorazzate, l cui prima unità si sarebbe chiamata Yamato, nome dell'omonima provincia, nonché uno degli antichi nomi dello stesso Giappone. La classe fu progettata però in un momento particolare della storia navale: l'aereo si stava affermando come importante strumento bellico, molto più utile sul campo di battaglia delle grandi navi con cannoni imponenti (tuttavia la portaerei era ancora quasi allo stato embrionale e le sue potenzialità non erano ancora né percepite, né immaginate).
Lo stato maggiore della marina inviò le seguenti specifiche:
- armamento su nove pezzi da 460 mm;
- corazzatura capace di resistere a proietti dello stesso calibro;
- protezione subacquea capace di resistere a siluri con testata di guerra da 300 kg di TNT;
- velocità massima 27 nodi;
- autonomia di 8 000 miglia (14 800 chilometri) a 18 nodi

Il dipartimento tecnico della Marina imperiale, sotto la direzione dell'ingegnere navale ed ex-viceammiraglio Hiraga, si trovò davanti ad una notevole sfida tecnica e produsse ben ventitré diversi progetti, cercando di far combaciare le caratteristiche volute; concordarono che ciò era possibile solo assumendo un tonnellaggio a vuoto superiore alle 60 000 tonnellate. Le cianografie definitive furono in ultimo accettate nel luglio 1936: mostravano una classe dal profilo elegante, esaltato dalla maestosa prua allungata e dalle linee filanti, reso imponente dal tipico albero a pagoda e dall'unico fumaiolo.

## Caratteristiche tecniche
La Yamato presentava una lunghezza fuori tutto di 263 metri, una larghezza massima di 38,92 metri e un pescaggio di 10,79 metri; il dislocamento a vuoto era pari a 63 312 tonnellate, il dislocamento a pieno carico a 71 112 tonnellate. L'impianto motore era formato da dodici caldaie Kampon, quattro turbine a ingranaggi a vapore Kampon, quattro alberi motore con elica: con una potenza di 150 000 shp sviluppava 27,5 nodi massimi e garantiva un'autonomia massima di 7 200 miglia a 16 nodi (13 334 chilometri a 30,4 chilometri orari). L'armamento era composto da nove cannoni da 460 mm da 45 calibri (L/45) in tre torri trinate, dodici cannoni Type 3 da 155 mm L/60 in quattro torri trinate, dodici cannoni Type 89 da 127 mm L/40 contraerei in sei impianti, ventiquattro cannoni Type 96 da 25 mm L/60 (otto installazioni trinate) e a quattro mitragliatrici pesanti Type 93 da 13,2 mm; erano infine disponibili sette idrovolanti. La corazzatura era molto spessa e superiore a qualsiasi nave dell'epoca: 410 mm alla cintura, ponte 200–230 mm, barbette da 550 mm (fronte) a 410 mm (fianchi), torrette da 660 mm a 240 mm. All'entrata in servizio l'equipaggio contava 2 300 uomini.

## Storia

### Costruzione
In Giappone non esisteva un cantiere navale abbastanza grande per costruire la nave, quindi venne modificato un bacino di carenaggio già esistente presso l'Arsenale Navale di Kure, a Hiroshima: vennero rimossi 13.000 m³ di terra e installate nuove gru capaci di sollevare fino a 350 tonnellate. Venne poi anche eretto un pergolato sopra parte del bacino di carenaggio, per nascondere la nave e mantenere la segretezza del progetto. La costruzione iniziò il 4 novembre 1937 e lo scafo venne varato l'8 agosto 1940. 
Nei mesi di ottobre e novembre 1941 la nave effettuò le prove in mare, raggiungendo la notevole velocità di 27,4 nodi (50,7 km/h). Il 16 dicembre, 9 giorni dopo Pearl Harbor, la Yamato entrò ufficialmente in servizio a Kure (con mesi di anticipo rispetto al previsto). Nello stesso giorno, sotto il comando del capitano Gihachi Takayanagi, si unì alle corazzate Nagato e Mutsu nella 1ª Divisione Corazzate. Alla fine, la Yamato era costata 130 milioni di yen (equivalenti oggi a 1 Trilione di yen, ossia 5.8 Miliardi di Euro).

### Impiego operativo
Dal 12 febbraio 1942 all'11 febbraio 1943 la Yamato fu la nave ammiraglia del comandante Yamamoto, avvicendata poi dalla Musashi. Prese parte alla battaglia delle Midway (giugno 1942), senza tuttavia riuscire ad arrivare a distanza utile per poter ingaggiare le portaerei americane. Nel corso del 1943 la Yamato tornò nel cantiere di Kure ove la sua dotazione di artiglieria antiaerea venne notevolmente potenziata. Verso la metà del 1943 fece ritorno a Truk, assieme alla gemella Musashi, per proteggere le isole Marshall e le isole Gilbert, senza però mai giungere a contatto con le forze americane e restando a Truk per la maggior parte del tempo (i marinai arrivarono a soprannominarla "Hotel Yamato", per la sua scarsa partecipazione alle operazioni belliche). Il 24 dicembre 1943 la nave fu gravemente danneggiata da un siluro del sommergibile USS Skate e i lavori di ripristino si conclusero solo nell'aprile 1944. Durante questi lavori due delle torrette da 155 mm furono rimosse e sostituite da ulteriori armi antiaeree. Tornata in servizio, prese parte alla battaglia del Mare delle Filippine (giugno) e a quella al largo di Samar, parte della più vasta del Golfo di Leyte (ottobre); qui, per la prima volta, fece uso del suo armamento principale, sparando 104 colpi da 460 mm e, colpì un cacciatorpediniere e una portaerei (probabilmente contribuì all'affondamento della USS Gambier Bay). Tornò in Giappone nel mese di novembre e, durante l'inverno, l'armamento antiaereo fu ulteriormente potenziato.

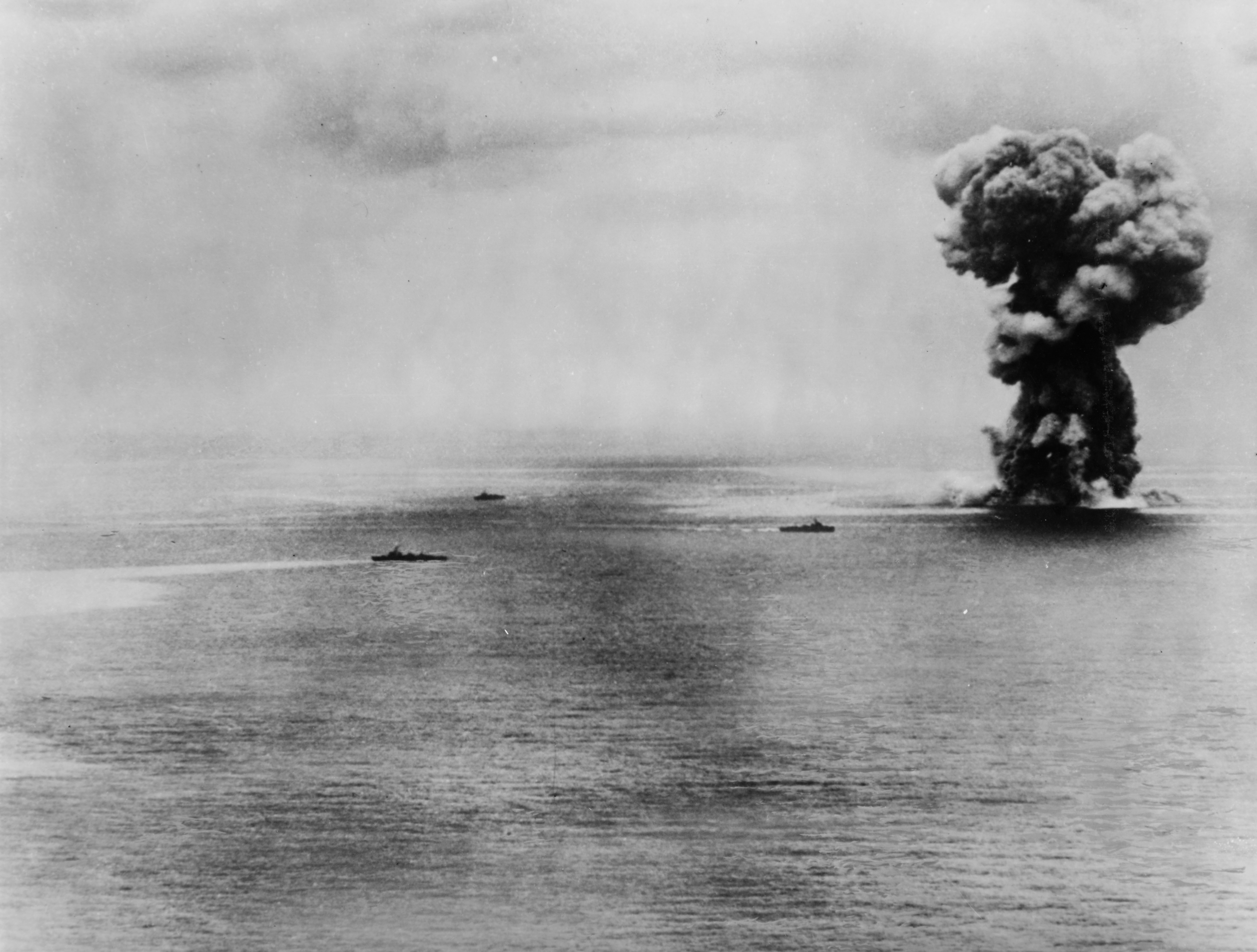
L'esplosione della Yamato

L'ultima missione della Yamato fu l'Operazione Ten-Go (l'ultima sortita della Marina imperiale giapponese), organizzata in seguito all'invasione di Okinawa (1º aprile 1945). La flotta al comando del viceammiraglio Seiichi Itō, che comprendeva oltre alla Yamato, ai comandi del capitano di vascello Kōsaku Aruga, un incrociatore leggero e otto cacciatorpediniere, fu mandata ad attaccare la flotta americana che appoggiava lo sbarco nella parte occidentale dell'isola. Lo scopo era quello di allontanare da Okinawa le portaerei per favorire l'attacco dei kamikaze contro la flotta di invasione (circa 1.500 navi) che appoggiava lo sbarco. Se fosse riuscita a raggiungere Okinawa, la Yamato sarebbe dovuta andare ad arenarsi tra Hagushi e Yontan per combattere sino all'ultimo come batteria costiera, in appoggio ai difensori dell'isola.
Poiché fin dall'inizio questa era stata intesa come una missione suicida, le navi avrebbero dovuto portare a bordo solo il carburante sufficiente per un viaggio di sola andata, ma carburante aggiuntivo pari al 60% della capacità venne caricato sulle navi della flotta su autorità dei comandanti della base locale. La Yamato e la sua scorta lasciarono il porto di Tokuyama il pomeriggio del 6 aprile 1945. La mattina del 7 aprile la squadra fu avvistata all'uscita del Mare interno di Seto dai sottomarini classe Balao Threadfin e Hackleback e da un ricognitore della portaerei Essex.
Verso mezzogiorno una forza di quasi 400 aerei statunitensi della Task Force 58, in ondate successive, attaccò le unità giapponesi. Alle 12:41 la Yamato fu colpita dalle prime due bombe. Complessivamente fu centrata da almeno 13 siluri - ai piloti degli aerosiluranti era stato ordinato di colpire la nave da un lato solo, per causarne il capovolgimento - e 10 bombe. La Yamato si abbatté sulla murata sinistra e, verso le 14:20, il deposito munizioni N.1. esplose, generando una nube visibile da 200 km di distanza. La nave affondò a circa 370 miglia nautiche da Okinawa e l'inabissamento fu rapido anche a causa del distacco quasi contemporaneo delle tre torri principali, scardinate dal ponte dal loro stesso peso.
Tra la battaglia e l'affondamento, persero la vita circa 2.375 marinai (compresi Itō e Aruga), con 269 superstiti. Delle navi della scorta furono affondati quattro cacciatorpediniere e l'incrociatore Yahagi (colpito da 12 bombe e 7 siluri). Gli americani persero invece 10 aerei e 12 piloti.
Il relitto giace a circa 300 metri di profondità, spezzato in due tronconi, con la prua inclinata su un fianco e la poppa capovolta. Venne esplorato nel 1985 e nel 1999 e non presenta più alcuna sovrastruttura.

## Nella cultura di massa
Dal momento della loro costruzione, la Yamato e la sorella Musashi hanno avuto un peso significativo nella cultura giapponese. Queste corazzate rappresentavano la quintessenza dell'ingegneria navale giapponese e, per via delle loro dimensioni, velocità e potenza, incarnavano la determinazione del Giappone a difendere i propri interessi contro le potenze occidentali, in particolare gli Stati Uniti. Le navi erano simboli della potenza tanto che fornivano a ufficiali e marinai un profondo senso di fiducia nella loro marina. La potenza espressa simbolicamente dalla Yamato era tale che alcuni cittadini giapponesi erano convinti che il loro paese non sarebbe potuto cadere fino a quando la nave fosse stata in grado di combattere.
- Un modello dinamico in scala 1/26 della Yamato era conservato al piccolo museo navale di Laives; alla chiusura del museo nel 2002 è stato acquistato, assieme a tutti gli altri modelli, dal museo storico italiano della guerra.
- Nel 2005 a Kure ha aperto il JMSDF Kure Museum dedicato alla Forza di Autodifesa Marittima che comprende un modello scala 1/10 della Yamato.
- Nel 2005 è stato pubblicato in Giappone un film basato sulle imprese storiche della Yamato e del suo equipaggio: Otoko-tachi no Yamato.
- La Yamato è la protagonista della serie animata di Leiji Matsumoto nota in Italia nella sua versione americana, Star Blazers. Con riferimento ai viaggi della nave (destinata a trovare il rimedio alla radioattività data dai bombardamenti dei garmilassiani viaggiando verso il lontano pianeta Iskandar tra mille insidie), è stata chiamata Argo, ma il suo nome nella serie originaria era per l'appunto Yamato, dato che la storia raccontava del recupero della nave e della sua conversione a nave interstellare. Difatti dell'aspetto conserva quasi tutte le sembianze (parte centrale, torrione, cannoni). Nel 2012 a seguito del riuscitissimo remake della versione originale della serie, ora nominata Star Blazers 2199, la nave riprende il suo nome originale Yamato.